# Microbathyphantes tateyamaensis
Microbathyphantes tateyamaensis là một loài nhện trong họ Linyphiidae.
Loài này thuộc chi Microbathyphantes. Microbathyphantes tateyamaensis được Ryoji Oi miêu tả năm 1960.